# Augustin Dupré
Augustin Dupré (Saint-Étienne, 6 ottobre 1748 – Armentières-en-Brie, 30 gennaio 1833) è stato un incisore e medaglista francese, 13° Graveur général des monnaies.

## Biografia
Iniziò la sua carriera come incisore presso la manifattura reale delle armi. Verso il 1770 si trasferì a Parigi, dove divenne allievo dello scultore David e incise le sue prime medaglie.
La Rivoluzione francese gli diede l'occasione di sviluppare la sua arte. Il cambiamento di regime e la riforma monetaria necessitavano di un cambiamento completo dei tipi monetari; fu lanciato un concorso, promosso dal pittore Louis David, nell'aprile 1791 da parte della Convenzione nazionale il suo progetto fu scelto per il Louis conventionnel. A seguito di questa scelta, Dupré fu nominato Graveur général des monnaies per decreto dell'Assemblea nazionale l'11 luglio 1791. Occupò questo incarico fino al 1803, anno in cui fu revocato per decreto del Primo Console il 12 marzo 1803. Fu sostituito da Pierre-Joseph Tiolier.

## Opere
La rivoluzione francese incoraggiava gli artisti a celebrare il nuovo ordine.  Augustin Dupré trasse ispirazione per le sue composizioni nel simbolismo allegorico dell'antichità  (tavole della legge, genio della libertà, Ercole, berretto frigio, fascio littorio, bilancia della giustizia, ecc.) Fu il trionfo dello stile neoclassico.
Il suo primo contributo è il Louis d'or da 24 livre, il tipo Au génie: il dritto reca ancora il ritratto di Luigi XVI "ROI DES FRANÇOIS" e la data 1792. Al rovescio è rappresentato un Genio alato che scrive la parola  CONSTI/TUTION (Costituzione) su una stele, con la legenda circolare "REGNE DE LA LOI" e "L AN 4 DE LA LIBERTE" in esergo. Un écu da sei livre e un mezzo-écu in argento e le monete da 15 e 30 sol presentano gli stessi tipi. Le altre monete di Dupré in questa fase sono il pezzo da due sol in cui al rovescio è raffigurato un fascio sormontato da un berretto frigio.
Con la proclamazione della repubblica incide l'essenza della nuova moneta rivoluzionaria decimale. Il pezzo da cinque franchi d'argento con l'Ercole, detto Union et Force che segna la nascita del nuovo franco. Accanto, i pezzi da 1 e 5 centesimi, da 1 e 2 décime, con la testa della repubblica con il berretto frigio.
Dupré fu un incisore di talento e la composizione che ha creato per il pezzo da 5 franchi simboleggerà la Repubblica per quasi 200 anni. La moneta  à l'Hercule creata nel 1796, fu nuovamente battuta nel 1848, poi dal 1870 al 1877. Fu nuovamente ripreso per le emissioni di prestigio in argento da 10 franchi (1965-1973) e 50 franchi (1974-1980).
La Quinta Repubblica gli ha dedicato una moneta commemorativa da 5 franchi nel 1996.